# Дубинка (Могилёвская область)
Дубинка (бел. Дубі́нка) — деревня в составе Вендорожского сельсовета Могилёвского района Могилёвской области Республики Беларусь.

## Географическое положение
Ближайшие населённые пункты: Михалёво, Хващевка, Журавец-1.

## Известные лица
- Романьков, Михаил Егорович — Герой Советского Союза.